# Eutropha siphloidea
Eutropha siphloidea är en tvåvingeart som först beskrevs av Oswald Duda 1930.  Eutropha siphloidea ingår i släktet Eutropha och familjen fritflugor. Inga underarter finns listade i Catalogue of Life.